# Joseph Mitchell
Joseph Quincy Mitchell (ur. 27 lipca 1908 w Fairmoncie, zm. 24 maja 1996 w Nowym Jorku) – amerykański pisarz. 
Napisał książkę Up in the Old Hotel and Other Stories (1992), która jest zbiorem jego tekstów z "New Yorkera". Tworzył portrety ekscentryków i ludzi na obrzeżach społeczeństwa, zwłaszcza w Nowym Jorku i okolicach. Przez kilka dziesięcioleci miał blokadę pisarską (1964-1996), chodził codziennie do biura w "New Yorkerze", ale nigdy już nie opublikował niczego znaczącego.
Pochodził z rodziny handlującej bawełną i tytoniem z Karoliny Północnej. Rodzinny interes był jego źródłem utrzymania przez całe życie. Studiował na Uniwersytecie Karoliny Północnej (1925-29). W 1929 roku przybył do Nowego Jorku, chciał być reporterem politycznym. Najpierw zajmował się jednak przestępczością, a potem wywiadami, profilami, szkicami charakterów. W 1938 roku został zatrudniony w "New Yorkerze", gdzie pozostał do śmierci. Stworzył autobiograficzną postać Joego Goulda.
Brał udział w życiu społecznym Nowego Jorku, zajmując się zwłaszcza ratowaniem zabytków, był współzałożycielem muzeum. Zmarł na raka na Manhattanie w wieku 87 lat.

## Twórczość

### Książki
- Mitchell, Joseph (1938). My Ears are Bent. Vintage Books. ISBN 978-0375726309.
- (1943). McSorley's Wonderful Saloon. Pantheon Books. ISBN 978-0375421020.
- (1948). Old Mr. Flood. MacAdam/Cage. ISBN 978-1596921146.
- (1959). The Bottom of the Harbor. Pantheon Books. ISBN 978-0375714863.
- (1965). Joe Gould's Secret. Modern Library. ISBN 978-0679601845.
- (1992). Up in the Old Hotel and Other Stories. Pantheon Books. ISBN 978-0679412632.

### Esej
Mitchell, Joseph (February 16, 2015). "A Place of Pasts: Finding Worlds in the City". Personal History. The New Yorker 91 (1): 32–35.